# 联苯-4-硫酚
联苯-4-硫酚是一种有机硫化合物，化学式为C12H10S。它可由苯硼酸和4-碘苯硫酚在催化下反应制得，或通过4-碘联苯和硫化钠在铜、乙二硫醇催化下于DMSO中加热反应得到。

## 反应
联苯-4-硫酚和三氟甲磺酰基苯在碳酸铯存在下反应，可以得到4-三氟甲硫基联苯。
六羰基钼可以使之脱硫，生成联苯。